# إبراهام إس. غولدستاين
إبراهام إس. غولدستاين (بالإنجليزية: Abraham Samuel Goldstein)‏ هو أستاذ جامعي أمريكي، ولد في 27 يوليو 1925 في نيويورك في الولايات المتحدة، وتوفي في 20 أغسطس 2005 في Woodbridge, Connecticut ‏ في الولايات المتحدة بسبب نوبة قلبية.